# Pedawang
Pedawang is een bestuurslaag in het regentschap Kudus van de provincie Midden-Java, Indonesië. Pedawang telt 4211 inwoners (volkstelling 2010).